# Brières-les-Scellés
Brières-les-Scellés é uma comuna francesa na região administrativa da Ilha de França, no departamento de Essonne. Estende-se por uma área de 8.65 km². Em 2010 a comuna tinha 1 263 habitantes (densidade: 146 hab./km²).